# Nexus 4
Nexus 4 je telefon od Googlu, vyrobený firmou LG. Je to druhý nejvýkonnější a druhý nejdražší telefon řady Nexus. Telefon byl představen v říjnu 2012 spolu s tabletem Nexus 10 a operačním systémem Android 4.2 Jelly Bean. Tento telefon se sice řadí do vyšší třídy, přesto však LG nedovolilo, aby byl výkonnější než jejich telefon Optimus G.

## Design
LG pracovalo na designu telefonu několik týdnů. Na přední straně je 4,7" IPS+ displej s HD rozlišením. V horní části je sluchátko pro hovory, čidla a 1,3 Mpx kamera pro hovory. Na bocích jsou standardní hardwarová tlačítka typická pro systém Android, microUSB, slot na microSIM kartu a stereomikrofon. Na skleněných zádech je 8 Mpx fotoaparát s přisvětlovací diodou a hlasitým reproduktorem. 3,5 mm jack se nachází na horní straně telefonu.

## Hardware
O chod telefonu se stará čtyř-jádrový procesor Qualcomm Snapdragon S4 Pro o taktu 1,5 GHz doprovázený 2 GB RAM pamětí a baterií s kapacitou 2100 mAh. Vnitřní 16 GB úložiště nelze rozšířit microSD kartou. Telefon dále disponuje funkcemi jako WiFi, Bluetooth 4.0 a NFC, nepodporuje však 4G sítě. Telefon funguje na systému Android verze 5.0 Lollipop.

## Galerie

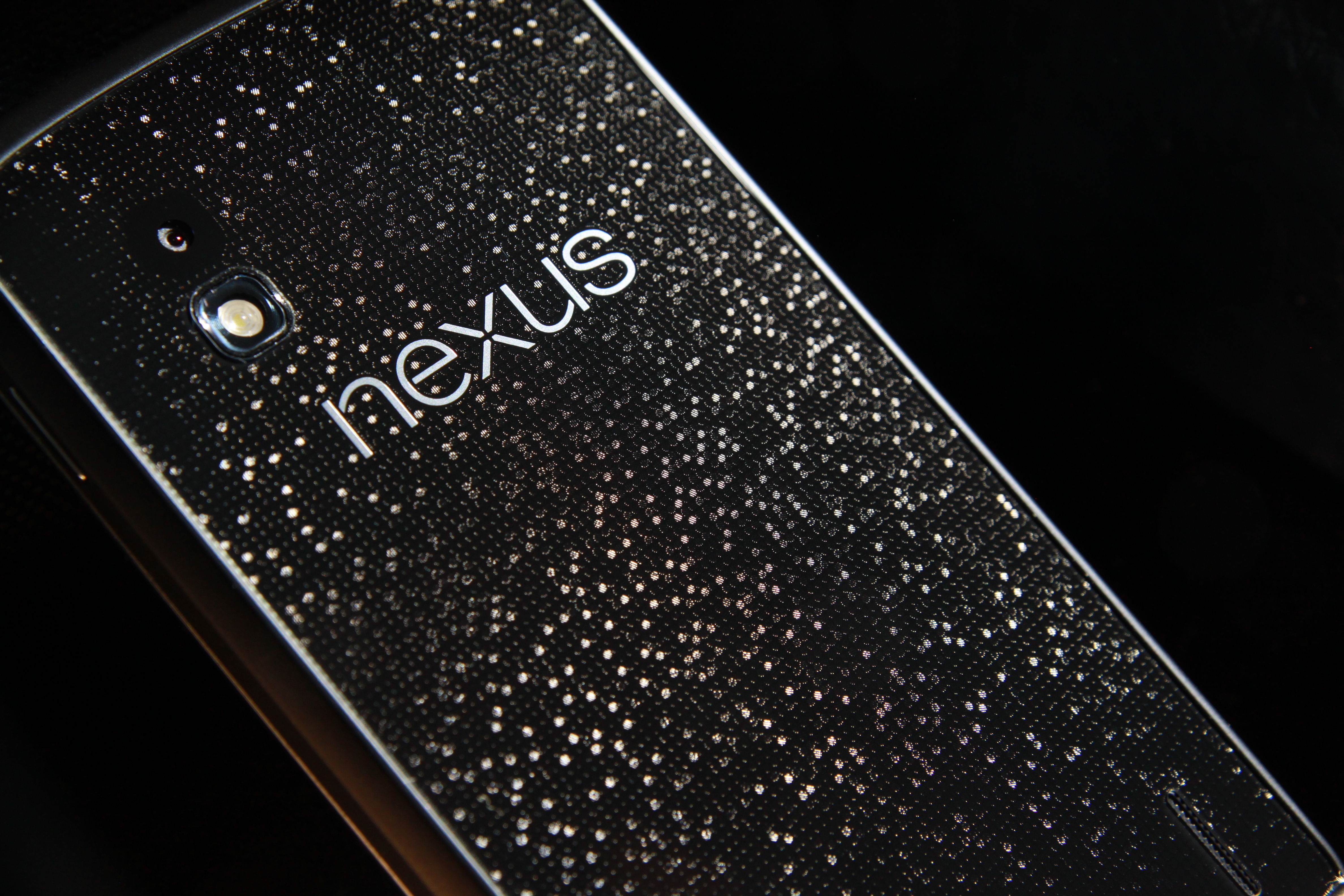
Záda Nexusu 4